# Reiden Patera

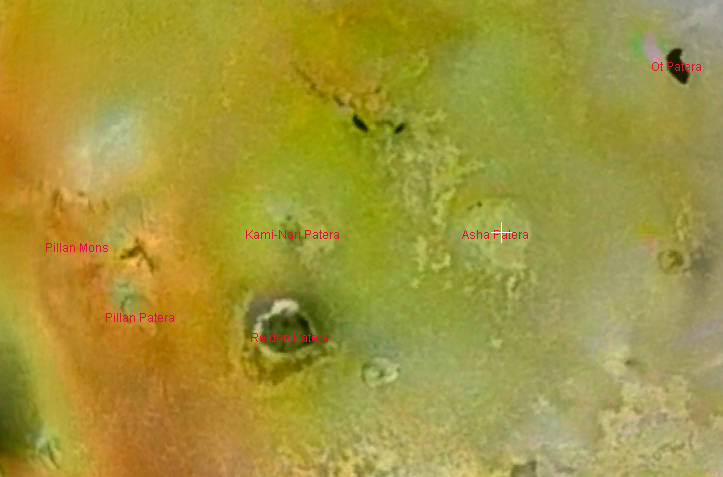
Reiden Patera, sur une capture d'écran prise dans NASA World Wind.

Reiden Patera est une caractéristique volcanique sur Io, un satellite naturel de Jupiter. 
Elle est détectée pour la première fois par l'équipe Galileo SSI en 1996 lors de la première orbite de la sonde spatiale autour de Jupiter, initialement supposée comme étant un point chaud. Ensuite, l'activité observée diminue en dessous des limites de l'imageur à semi-conducteurs ou du spectromètre de cartographie proche infrarouge de la sonde. Cependant,  en 2002, il est observé que Reiden Patera s'était considérablement assombrie depuis la 24ème orbite de Galileo. Il y jaillit des nuées ardentes rouge vif. 
Elle est située à 13°24′S 235°27′W / 13.4°S 235.45°W et possède un diamètre de 70 km. Elle porte le nom d'un dieu du tonnerre japonais Raiden. Asha Patera se trouve à l'est, et Kami-Nari Patera se trouve au nord.